# Pardosa prativaga
Pardosa prativaga es una especie de araña araneomorfa del género Pardosa, familia Lycosidae. Fue descrita científicamente por L. Koch en 1870.
Habita en Europa, Turquía, Cáucaso, Rusia (Europa a Siberia del Sur) y Asia Central.